# Gerlache-Straße
Die Gerlache-Straße (französisch Détroit De Gerlache; englisch Gerlache Strait, in Chile Estrecho De Gerlache, in Argentinien Estrecho De Gerlanche) ist eine Meerenge, die den Palmer-Archipel von der Danco-Küste der Antarktischen Halbinsel trennt.
Der belgische Polarforscher Adrien de Gerlache de Gomery (1866–1934) erkundete diesen Wasserweg von Januar bis Februar 1898 bei der Belgica-Expedition (1897–1899) und benannte ihn nach seinem Expeditionsschiff Belgica. Später wurde er zu Ehren Gerlaches umbenannt.